# 초순수
초순수(Ultrapure water, UPW), 고순도수(high-purity water) 또는 고도로 정제된 물(highly purified water, HPW)은 매우 엄격한 사양에 따라 정제된 물이다. 초순수는 유기 및 무기 화합물(용해된 입자상 물질, 휘발성 및 비휘발성, 반응성 및 불활성, 친수성 및 소수성, 용해된 기체)을 포함한 모든 오염 물질 유형에 대해 물이 최고 수준의 순도로 처리된다는 사실을 강조하기 위해 제조에서 일반적으로 사용되는 용어이다.
초순수와 일반적으로 사용되는 용어인 탈이온수(DI)는 동일하지 않다. UPW는 유기 입자와 용존 가스를 제거한다는 점 외에도 일반적인 UPW 시스템은 정제수를 생산하는 전처리 단계, 물을 추가로 정화하는 1차 단계, 가장 비용이 많이 드는 연마 단계의 3단계로 처리 과정이 구성된다.
많은 조직과 그룹이 UPW 생산과 관련된 표준을 개발하고 게시한다. 마이크로 전자공학 및 전력 분야에는 국제 반도체 장비 재료(SEMI)(마이크로 전자 공학 및 광전지), 미국 재료 시험 협회(ASTM 인터내셔널)(반도체, 전력), 전력 연구소(EPRI)(전력), 미국 기계공학회(ASME)(전력) 및 국제 물 및 증기 특성 협회(IAPWS)(전력). 제약 공장은 약전에서 개발한 수질 기준을 따르며, 그 중 세 가지 예로는 미국 약전, 유럽 약전, 일본 약전이 있다.
UPW 품질에 대해 가장 널리 사용되는 요구 사항은 ASTM D5127 "전자 및 반도체 산업에 사용되는 초순수에 대한 표준 가이드" 및 SEMI F63 "반도체 공정에 사용되는 초순수에 대한 가이드"에 문서화되어 있다.
초순수는 영국 AGR 차량의 보일러 급수로도 사용된다.